# فريدرش فيلهلم الثالث، دوق ساكس ألتنبورغ
فريدرش فيلهلم الثالث (بالألمانية: Friedrich Wilhelm III.)‏ (ألتنبورغ؛ 12 يوليو 1657 - 14 أبريل 1672؛ ألتنبورغ)؛ هو أخر دوقات ساكس ألتنبورغ من فرع الأكبر.
هو الابن الأصغر لـ فريدرش فيلهلم الثاني، دوق ساكس ألتنبورغ وزوجته الثانية ماغدالينا سيبيل ابنة يوهان غيورغ الأول، ناخب ساكسونيا.
مع وفاة شقيقه الأكبر كريستيان في 1663 أصبح الوريث الجديد الدوقية، ومع وفاة والده في 1669 أصبح الدوق التالي ولأنه بالغاً من أثني عشر عاماً تولى خواله يوهان غيورغ الثاني، ناخب ساكسونيا وموريسيو، دوق ساكس-زيتز الوصاية عليه.
ولكن بعد ثلاثة سنوات توفي من الجدري أثناء عودته من رحلة إلى درسدن، ودفن بعد ثلاثة أشهر في 17 يوليو 1672 في قبر والده في كنيسة قلعة ألتنبورغ، ومع وفاته في 1672 انقرض خط ساكس-ألتنبورغ الذي تأسس في 1603.
تم تقسيم الدوقية بين ساكس-فايمار وساكس-غوتا، ولكن ساكس-غوتا حصلوا على نصيب الأكبر بسبب زواجهم من أحد أفراد ساكس-ألتنبورغ.